# قوة عالمية

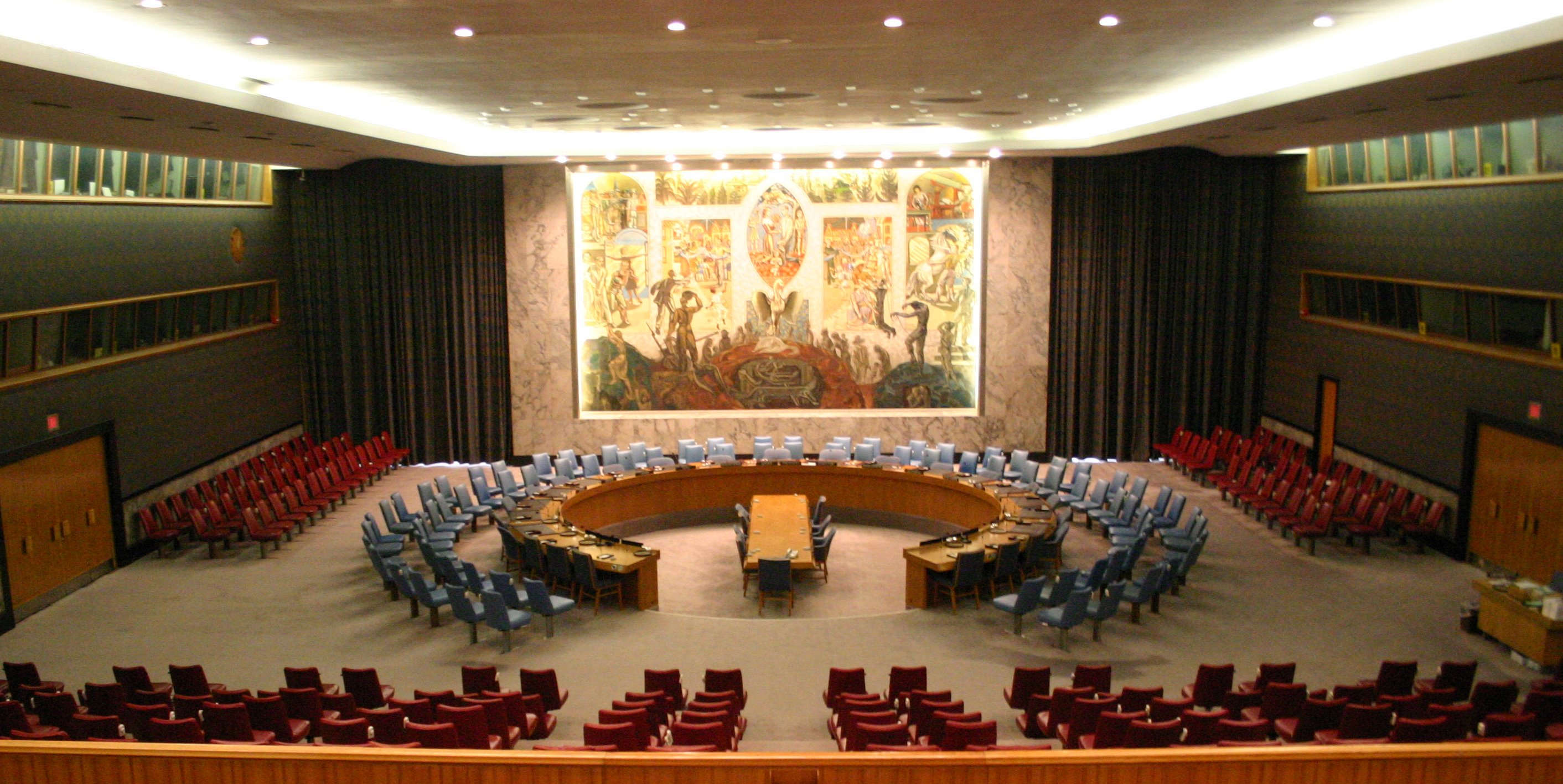
القوى العظمى معترف بها في هيكل دولي مثل مجلس الأمن التابع للأمم المتحدة ،

القوة العالمية (بالإنجليزية: Great Power)‏ أي قوة عظيمة ويشار إليها أيضًا بـ «قوى عظمى» أو «دول كبيرة» و«كبرى»، هي دولة ذات سيادة مُعترف بها على أنها لديها القدرة والكفاءة لممارسة نفوذها على نطاق عالمي. تمتلك القوى العظمى بشكل مميز قوة عسكرية واقتصادية، بالإضافة إلى تأثير القوة الدبلوماسية والناعمة، مما قد يجعل القوى المتوسطة أو الصغيرة تأخذ في الاعتبار آراء القوى العظمى قبل اتخاذ أي إجراءات خاصة بها.
في حين تعتبر بعض الدول قوى عالمية الا انه لا توجد قائمة محددة لتلك الدول. في بعض الأحيان يتم الاعتراف رسمياً بوضع القوى العالمية (أو العظيمة) في مؤتمرات مثل مؤتمر فيينا  أو مجلس الأمن التابع للأمم المتحدة. وبناء على ذلك، تم الاعتراف بشكل رسمي وغير رسمي بمركز مثل تلك القوى في منتديات مثل مجموعة السبعة (مجموعة السبع).
تم استخدام مصطلح «القوة العظيمة» لأول مرة لتمثيل أهم القوى في أوروبا خلال حقبة ما بعد نابليون. كما شكلت «القوى العظمى» «الوفاق الاوروبي» وادعت الحق في الإنفاذ المشترك لمعاهدات ما بعد الحرب. جاء إضفاء الطابع الرسمي على الانقسام بين القوى الصغيرة  والكبيرة بتوقيع معاهدة شومون عام 1814. منذ ذلك الحين، تغير ميزان القوى الدولي عدة مرات، بشكل أكثر دراماتيكية خلال الحرب العالمية الأولى والحرب العالمية الثانية. في الأدب، غالبًا ما تكون المصطلحات البديلة للقوة العظمى هي «قوة عالمية»  أو «قوة كبرى».

## التسلسل الهرمي للقوى الكبرى
| 1815                    | 1878                           | 1900                           | 1919                    | 1939             | 1945             | 2000             |  |  |
| النمسا                  | الإمبراطورية النمساوية المجرية | الإمبراطورية النمساوية المجرية |                         |                  |                  |                  |  |  |
| الإمبراطورية البريطانية | الإمبراطورية البريطانية        | الإمبراطورية البريطانية        | الإمبراطورية البريطانية | المملكة المتحدة  | المملكة المتحدة  | المملكة المتحدة  |  |  |
|                         |                                |                                |                         |                  | الصين            | الصين            |  |  |
| فرنسا                   | فرنسا                          | فرنسا                          | فرنسا                   | فرنسا            | فرنسا            | فرنسا            |  |  |
| بروسيا                  | ألمانيا                        | ألمانيا                        |                         | ألمانيا          |                  | ألمانيا          |  |  |
|                         | إيطاليا                        | إيطاليا                        | إيطاليا                 | إيطاليا          |                  |                  |  |  |
|                         |                                | اليابان                        | اليابان                 | اليابان          |                  | اليابان          |  |  |
| روسيا                   | روسيا                          | روسيا                          |                         | الاتحاد السوفيتي | الاتحاد السوفيتي | روسيا            |  |  |
|                         |                                | الولايات المتحدة               | الولايات المتحدة        | الولايات المتحدة | الولايات المتحدة | الولايات المتحدة |  |  |

## الخصائص
لا توجد مجموعة ثابتة أو محددة من الخصائص ليندرج ضمنها تعريف الدولة الكبرى. عادة ما تُعامل هذه الخصائص على أنها تجريبية، وبديهية بالنسبة للباحث الذي يُجري عملية التقييم. مع ذلك، تشوب هذه المقاربة عيوب عدم الموضوعية. نتيجة لهذا، سعت محاولات عديدة للوصول إلى معايير مشتركة والتعامل معها باعتبارها عناصر جوهرية لتحقيق مكانة الدولة الكبرى. تُبرز دانيلوفيتش (2002) ثلاث خصائص رئيسية، تسميها «بُعد القوة، البُعد المكاني، وبُعد المكانة»، وهي ما يميز الدول الكبرى عن غيرها من الدول. نقلنا القسم التالي «الخصائص» من معالجة دانيلوفيتش للأبعاد الثلاثة المذكورة، بالإضافة إلى جميع الاقتباسات الواردة فيه.
نزعت الكتابات المبكرة في العلوم السياسية إلى الحُكم على الدول وفقًا لمعيار واقعي، عبّر عنه المؤرخ آلان جون بيرسيفال تايلور الذي ذكر أن «الامتحان الذي تواجهه الدولة الكبرى يتمثل في اختبار قوتها حال الحرب». وسّع المؤرخون من بعده هذا الامتحان العملي، سعيًا منهم لتعريف القوة على صعيد القدرات العسكرية، والاقتصادية، والسياسية العامة. يستخدم كينيث والتس، مؤسس النظرية الواقعية الجديدة في العلاقات الدولية، يستخدم 5 معايير لتحديد الدولة الكبرى: عدد السكان والمساحة، والموارد الطبيعية المتاحة، القدرة الاقتصادية، والاستقرار والكفاءة السياسية، والقدرة العسكرية. يمكن تقسيم هاته المعايير الموسعة إلى ثلاثة تصنيفات: إمكانيات القوة، وجوانب المكان، والمكانة.

### أبعاد القوة
كما ذُكر آنفًا، يعتبر الكثيرون إمكانيات القوة هي المعيار الوحيد لتحديد الدولة الكبرى. رغم ذلك، ووفقًا لأشمل الامتحانات، تحافظ القوة على مكانة متقدمة.
تلقّى هذا البُعد معالجات نظرية متباينة، مشوبة ببعض الاضطراب بالنسبة لمستوى القوة اللازمة لاعتبار الدولة دولة كبرى. قارب بعض الكتاب مفهوم الدولة الكبرى وفقًا لتصوّراتهم المختلفة عن وضع العالم، مثلًا من تعددية الأقطاب حتى الهيمنة الأحادية الكاسحة. في مقاله بعنوان «الدبلوماسية الفرنسية في حقبة ما بعد الحرب»، يتحدث المؤرخ الفرنسي جان-باتيست دوروزيل عن مفهوم تعددية الأقطاب: «الدولة الكبرى هي الدولة القادرة على الحفاظ على سيادتها واستقلالها ضد عدوان أي دولة أحادية أخرى».
اختلفت هذه المقاربة عما طرحه الكتاب من قبله، وأهمهم ليبولد فون رانكه الذي كان لديه فكرة مختلفة تمامًا عما كان عليه وضع العالم. ففي مقاله الذي كتبه في العام 1833 بعنوان «القوى العظمى»، قال فون رانكه: «إذا كان بإمكان وضع تعريف للدولة الكبرى وفقًا لقدرتها على الحفاظ على سيادتها ضد المعتدين، حتى لو تحالفوا جميعًا ضدها، فقد نجح الملك فريدريش الثاني في إيصال بروسيا إلى تلك المكانة». لقيت هذه الأطروحات انتقادات عديدة. وأحال راندال شويلر تعريف الدولة العظيمة أو القطب إلى الجانب العسكري بحيث «يتوجب على الدولة ان تملك من القوة العسكرية ما يفوق نصف تلك التي تملكها أقوى الدول في المنظومة»، وبالرغم من أن هذا الفاصل جزافي إلا أنه يعني أنه في منظومة متعددة الأقطاب، فإن دمج قوة أي دولتين من الأقطاب كافٍ لهزيمة قطب ثالث.

### البُعد المكاني
لدى جميع الدول مجال نفوذ جغرافي للمصالح والنشاطات وممارسة السلطة. يُعتبر هذا عنصرًا حاسمًا في التفريق بين الدولة الكبرى والقوة الإقليمية؛ فمن اسمها، يمكن استنتاج أن مجال القوة الإقليمية ينحصر في منطقتها. ثمة آراء تذهب إلى وجوب حيازة الدولة الكبرى على التأثير المباشر في جميع أرجاء النظام الدولي السائد. على سبيل المثال، يلاحظ آرنولد توينبي أنه «يمكن تعريف الدولة الكبرى كقوة سياسية تفرض أثرًا متساوي الامتداد في أوسع نطاق ممكن داخل المجتمع الذي تعمل فيه. أُطلق على القوى العظمى في العام 1914 تسمية «قوى عالمية» لأن المجتمع الغربي في حينها كان قد أصبح ذا تأثير عالمي».
يفترض البعض الآخر بأن الدولة الكبرى يجب أن يكون لديها القدرة على الانخراط في الشؤون خارج الإقليمية، وأن يكون لديها مصالح خارج إقليمها، وهما افتراضان يرتبطان ببعضهما ارتباطًا وثيقًا.

### بُعد المكانة
عادة ما يُؤخذ الاعتراف الرسمي وغير الرسمي بمكانة الدولة باعتبارها دولة كبرى كمعيار لتصنيف الدول الكبرى. يلاحظ أستاذ العلوم السياسية جورج موديلسكي «حدوث الخلط أحيانًا بين مكانة الدولة الكبرى وشرط القوة. تطور المركز، كما هو متعارف عليه اصطلاحًا، من الدور الذي تؤديه القوى العسكرية العظمى في الفترات التاريخية الماضية... ولكن نظام الدول الكبرى يُمأسِس لموقع الدولة القوية ضمن خريطة متشابكة من الحقوق والواجبات».
يقصُر هذا المنهج دائرة تحليله على الحقبة التالية لمؤتمر فيينا، حيث اعتُرف رسميًا بالدول الكبرى لأول مرة. في غياب الاعتراف الرسمي هذا، يقترح البعض أن الدولة الكبرى يمكن لها أن تنهض ضمنيًا بالنظر إلى طبيعة علاقاتها مع غيرها من الدول الكبرى.
يُفيد اقتراح إضافي بأن يؤخذ بالحسبان رغبة الدولة تلك بالتصرف باعتبارها دولة كبرى. نظرًا لندرة إعلان الدول عن نيتها التصرف كدولة كبرى، يستلزم هذا تمحيصًا بأثر رجعي لسلوكيات الدول. لذلك، تتأتى نتيجة محدودة الفائدة في تحديد طبيعة الدول المعاصرة، بسبب تأثر الملاحظة ههنا بالعوامل الذاتية.
من ضمن المعايير التي لُجئ إليها عبر التاريخ، أنه للدول الكبرى تأثير كاف لتُشمل في النقاشات الدائرة بخصوص القضايا السياسية والدبلوماسية المعاصرة، وإمكانية ممارسة الضغط على نتائج النقاشات والحل النهائي. من ناحية تاريخية، عندما تعلق الأمر بمعالجة القضايا السياسية الكبرى، فقد اجتمعت عدة دول كبرى لمناقشة تلك القضايا. في الفترات التاريخية السابقة على تأسيس منظمات مثل الأمم المتحدة، لم تُسمّى الدول المشتركة في هذه الاجتماعات بشكل رسمي، ولكن حازت مقاعدها في الاجتماعات بالنظر إلى مكانتها كدول كبرى. كان هدف هذه المؤتمرات البتّ في القضايا البارزة بناء على الأحداث التاريخية الكبرى.

## تاريخ

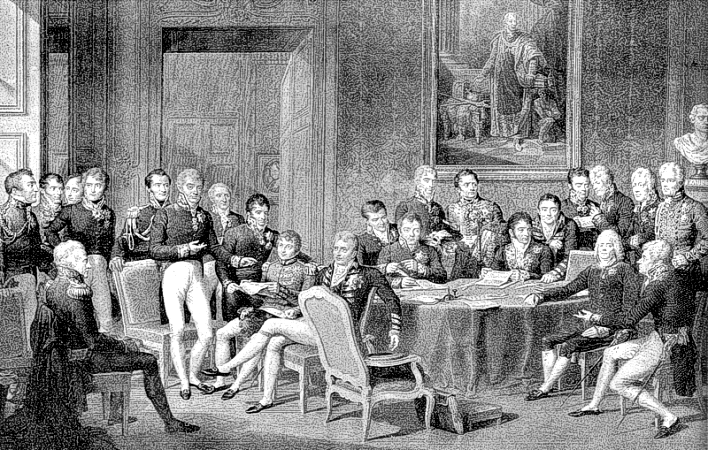
مؤتمر فيينا بريشة جان باتيست إزابيه (1819)

عبر التاريخ، وجدت مجموعات مختلفة من الدول والقوى العظمى أو الكبرى. جاءت أولى الإشارات التاريخية إلى الدول الكبرى في القرن الثالث قبل الميلاد، عندما وصف النبي الفارسي ماني كلًا مِن روما، والصين، وأكسوم، وفارس باعتبارها أعظم أربع ممالك في عصره. رغم ذلك، فمصطلح «الدولة الكبرى» دخل حيز الاستعمال الأكاديمي والدبلوماسي منذ مؤتمر فيينا في العام 1815. أسس المؤتمر للوفاق الأوروبي في محاولة منه للحفاظ على الأمن بعد سنوات الحروب النابليونية.
استعمل اللورد كاسلرو، وزير الخارجية البريطاني، المصطلح لأول مرة ضمن سياقه الدبلوماسي في رسالة أرسلها في 13 فبراير 1814، والتي قال فيها: «إنه لمن دواعي سروري أن أخبركم بوجود احتمال كبير أن المؤتمر سيفضي إلى اتفاق عام وضمان بين الدول الكبرى في أوروبا، مع وجود تصميم على دعم التفاهمات التي اتُفق عليها، وتوجيه الضغط العام -وفي حال لزم الأمر، توجيه السلاح- ضد الدولة التي تشرع في خلخلة السلم في القارة».
ضم مؤتمر فيينا خمس قوى رئيسية، هي: الإمبراطورية النمساوية، فرنسا، بروسيا، روسيا، والمملكة المتحدة. شكّلت هاته القوى ما يُعرف اليوم باسم الدول الكبرى الأصلية. كان من ضمن القوى الأخرى، إسبانيا، والبرتغال، والسويد، والتي كانت جميعها دولًا كبرى في القرن السابع عشر، ولُجئ إليها للمشورة المتعلقة ببعض المسائل، رغم أنها لم تكن مشتركة بصورة كاملة. في القضايا المتعلقة بألمانيا، استُشيرت مملكة هانوفر (كان أميرها الناخب أيضًا ملك المملكة المتحدة)، ومملكة بافاريا، ومملكة فورتمبيرغ.
يجدر بالذكر أنه من بين القوى الكبرى الخمس الأصلية المعترف بها في مؤتمر فيينا، لم تحافظ سوى فرنسا والمملكة المتحدة على تلك المكانة بشكل متواصل منذ ذلك الحين وحتى يومنا هذا، رغم هزيمة فرنسا في الحرب الفرنسية-البروسية وخضوعها للاحتلال خلال الحرب العالمية الثانية. بعد مؤتمر فيينا، برزت الإمبراطورية البريطانية كقوة عظمى، بفضل بحريّتها والمساحة الشاسعة للأراضي التي هيمنت عليها، الأمر الذي آذن ببدء حقبة سلام بريطانيا، وبداية تنافس اللعبة الكبرى بين المملكة المتحدة وروسيا.